# Jardres
Jardres é uma comuna francesa na região administrativa da Nova Aquitânia, no departamento de Vienne. Estende-se por uma área de 20,74 km². Em 2010 a comuna tinha 1 301 habitantes (densidade: 62,7 hab./km²).